# Sniff 'n' the Tears
Sniff 'n' the Tears is een Britse rockband uit Londen. Ze zijn vooral bekend van hun hit Driver's Seat.

## Geschiedenis
Sniff 'n' the Tears werd in 1974 opgericht onder de naam Ashes of Moon. Omdat de groep er niet in slaagde een platencontract te sluiten, werd hij al snel weer opgeheven.
Toen drummer Luigi Salvoni enkele jaren later nog eens het demobandje beluisterde, haalde hij zanger Paul Roberts (die inmiddels kunstenaar in Frankrijk was geworden) over om opnieuw met Nick Dyche (gitaar), Laurence Netto (gitaar), Keith Miller (keyboard) en Nick South (basgitaar) een band te beginnen. In de zomer van 1978 kreeg de groep een platencontract aangeboden. Het nummer Driver's Seat was een grote hit in onder meer de Verenigde Staten, Australië en Nederland in het najaar van 1980. In Nederland was Driver's Seat hun 2e hit, nadat One Love al de 38e positie in zowel de Nationale Hitparade als de TROS Top 50 en een 34e plaats in de Nederlands Top 40 haalde.
De single The Driving Beat behaalde na het succes van Driver's Seat  in 1981 nog een tipnotering, hierna ging het bergafwaarts met de groep. Laurence Netto scoorde onder de naam Loz Netto('s Bzar) begin 1983 nog een bescheiden hit en Alarmschijf met het nummer Fade Away.
In juni 1991 werd het nummer Driver's Seat opnieuw op single uitgebracht in Nederland, nadat het te horen was in een tv-en radio reclamespot voor Pioneer Car Audio. De plaat werd opgepikt door Radio 3,  veelvuldig gedraaid en werd een gigantische hit in de destijds twee hitlijsten op de nationale publieke popzender. Ditmaal bereikte de plaat de nummer 1-positie in zowel de Nederlandse Top 40 als de Nationale Top 100.
In België werden destijds de twee Vlaamse hitlijsten en de Waalse hitlijst niet bereikt.
Frontzanger-songwriter Paul Roberts, die ook verantwoordelijk was voor de platenhoezenafbeeldingen, is inmiddels kunstschilder.
In het voorjaar van 1992 kwam de groep na het tweede succes van Driver's Seat weer bij elkaar en treden tot op heden nog regelmatig op.

## Discografie

### Albums
| Jaar | Album            | UK | CAN | US  |
| ---- | ---------------- | -- | --- | --- |
| 1979 | Fickle Heart     | -  | 43  | 35  |
| 1980 | The Game's Up    | -  | 77  | -   |
| 1981 | Love/Action      | -  | -   | 192 |
| 1982 | Ride Blue Divide | -  | -   | -   |
| 1992 | No Damage Done   | -  | -   | -   |
| 2001 | Underground      | -  | -   | -   |
| 2011 | Downstream       | -  | -   | -   |
| 2017 | Random Elements  | -  | -   | -   |

### Singles
| Single met eventuele hitnotering(en) in de Nederlandse Top 40 | Datum van verschijnen | Datum van binnenkomst | Hoogste positie | Aantal weken | Opmerkingen                                           |
| ------------------------------------------------------------- | --------------------- | --------------------- | --------------- | ------------ | ----------------------------------------------------- |
| One Love                                                      | 1980                  | 23-08-1980            | 34              | 3            | #38 in de Nationale Hitparade / #38 in de TROS Top 50 |
| Driver's Seat                                                 | 1978                  | 18-10-1980            | 4               | 11           | #31 in de Nationale Hitparade / #4 in de TROS Top 50  |
| Driver's Seat                                                 | 1991                  | 29-06-1991            | 1(3wk)          | 11           | Re-entry / #1 in de Nationale Top 100                 |

### NPO Radio 2 Top 2000
| Nummer met noteringen in de NPO Radio 2 Top 2000 | '99 | '00 | '01 | '02 | '03 | '04 | '05 | '06 | '07 | '08 | '09 | '10 | '11 | '12 | '13 | '14  | '15  | '16 | '17  | '18  | '19  | '20  | '21  | '22  | '23  | '24  |
| ------------------------------------------------ | --- | --- | --- | --- | --- | --- | --- | --- | --- | --- | --- | --- | --- | --- | --- | ---- | ---- | --- | ---- | ---- | ---- | ---- | ---- | ---- | ---- | ---- |
| Driver's Seat                                    | 382 | 650 | 474 | 534 | 329 | 594 | 610 | 766 | 970 | 638 | 977 | 921 | 959 | 897 | 918 | 1118 | 1180 | 931 | 1060 | 1019 | 1118 | 1129 | 1075 | 1243 | 1299 | 1232 |

1. ↑  Een vetgedrukt getal geeft de hoogste notering aan.